# Daniel Duarte (Fußballspieler, 1991)
Sergio Daniel Duarte Techera (* 25. Juni 1991 in Montevideo) ist ein uruguayischer Fußballspieler.

## Karriere
Der 1,83 Meter große Defensivakteur Duarte gehörte von 2011 bis in den Januar 2016 der Mannschaft des Club Oriental de Football an. In der Spielzeit 2015/16 wurde er dort siebenmal (kein Tor) in der Segunda División eingesetzt. Sodann war er in der Clausura 2016 für den Cerro Largo FC aktiv und bestritt acht Zweitligapartien (kein Tor). Mitte August 2016 verpflichtete ihn der Zweitligist Villa Teresa. Dort kam er in der Saison 2016 fünfmal in der Liga (kein Tor) zum Einsatz. In der laufenden Saison 2017 absolvierte er bislang (Stand: 20. August 2017) kein Ligaspiel.